# Racing Besançon
Il Racing Besançon è una società calcistica francese con sede a Besançon. Milita nello Championnat de France amateur 2, la quinta divisione del campionato nazionale. Nel 2008/2009 vinse il suo girone di Championnat de France amateur giungendo a 106 lunghezze, quota inferiore di sole due unità a quella stabilita nel 2007/2008 al Croix de Savoie, da allora proclamatasi detentrice del record mondiale.

## Staff
- Allenatore:  Michaël Isabey
- Vice-allenatore:  Jean Thirion
- Allenatore portieri:  Dominique Sanches

## Rosa 2011-2012
Aggiornata a settembre 2011.
| N. |                     | Ruolo | Calciatore         |
| -- | ------------------- | ----- | ------------------ |
| 1  | Francia (bandiera)  | P     | Willy Maeyens      |
| 2  | Francia (bandiera)  | D     | Florent Ogier      |
| 3  | Francia (bandiera)  | D     | Mickael Courtot    |
| 4  | Francia (bandiera)  | D     | Julien N'Da        |
| 5  | Francia (bandiera)  | C     | Etienne Thomas     |
| 6  | Francia (bandiera)  | D     | Guillaume Dequaire |
| 7  | Francia (bandiera)  | C     | Hamel Hakkar       |
| 8  | Francia (bandiera)  | C     | Charly Vuillemot   |
| 9  | Algeria (bandiera)  | A     | Lakdar Boussaha    |
| 10 | Slovenia (bandiera) | A     | Jan Hvalec         |
| 11 | Francia (bandiera)  | C     | Abdelkarim Sid     |

| N. |                           | Ruolo | Calciatore        |
| -- | ------------------------- | ----- | ----------------- |
| 12 | Rep. del Congo (bandiera) | C     | Jordan Massengo   |
| 13 | Francia (bandiera)        | C     | Gaetan Dartevelle |
| 16 | Francia (bandiera)        | P     | Arnaud Maillot    |
| 17 | Francia (bandiera)        | A     | Mickaël Brisset   |
| 20 | Brasile (bandiera)        | D     | Henrique          |
| 21 | Francia (bandiera)        | A     | Youssouf Ahamadi  |
| 22 | Francia (bandiera)        | C     | Kevin Hoggas      |
| 23 | Francia (bandiera)        | D     | Mickaël Pichot    |
| 25 | Francia (bandiera)        | D     | Julien Obriot     |
| 26 | Marocco (bandiera)        | C     | Mohamed Louhkiar  |
| 28 | Francia (bandiera)        | D     | Victor Di Pinto   |
| 30 | Francia (bandiera)        | P     | Mickael Vieille   |

## Palmarès

### Competizioni nazionali
- Coppa Charles Drago: 1

1962
- Championnat National: 1

2002-2003
- Championnat National 3: 1

2021-2022 (girone E)

### Altri piazzamenti
- Campionato francese di seconda divisione:

Secondo posto: 1977-1978 (girone A)
Terzo posto: 1980-1981 (girone A)